# جون بول (سياسي أمريكي، مواليد 1803)
جون بول (بالإنجليزية: John Bull)‏ هو طبيب وسياسي أمريكي، ولد في 1803 في فرجينيا في الولايات المتحدة، وتوفي في 1 فبراير 1863 في روثفيل في الولايات المتحدة. نشط حزبياً في الحزب الوطني الجمهوري ‏. وقد انتخب عضو مجلس النواب الأمريكي.